# Lijst van deelnemers aan De Slimste Mens ter Wereld
Onderstaande lijst geeft een overzicht van deelnemers aan De Slimste Mens ter Wereld. Iedere editie van deze televisiequiz kent een deelnemerspoule bestaande uit bekende Vlamingen, eventueel aangevuld met een of meerdere bekende Nederlanders of Walen. Deze deelnemers worden vooraf geselecteerd aan de hand van proeven die buiten beeld plaatsvinden.

## Deelnemers per seizoen
| Seizoen | Jaargang | Winnaar                                                                                  | Tweede                                                                                   | Derde                                                                                    | Andere deelnemers |
| ------- | -------- | ---------------------------------------------------------------------------------------- | ---------------------------------------------------------------------------------------- | ---------------------------------------------------------------------------------------- | --- |
| 1       | 2003     | Alain Grootaers                                                                          | Ben Crabbé                                                                               | Paul D'Hoore                                                                             | Linda Asselbergs, Gene Bervoets, Siegfried Bracke, Pierre Chevalier, Bart De Pauw, Jo De Poorter, Michiel Devlieger, Goedele Devroy, Dirk Draulans, Michiel Hendryckx, Steven Kolacny, Tom Lenaerts, Helmut Lotti, Jens Mortier, Tim Pauwels, Daisy Van Cauwenbergh, Frank Vander linden, Mitta Van der Maat, Peter Vandermeersch, Erik Van Looy, Vincent Van Quickenborne, Terry Verbiest en Willem Wallyn. |
| 2       | 2004     | Stany Crets                                                                              | Yves Desmet                                                                              | Ivan De Vadder                                                                           | Sabine Appelmans, Jean Blaute, Mark Coenen, Axel Daeseleire, Nadia Dala, Jean-Marie Dedecker, Leen Demaré, Geert De Vlieger, Luc De Vos, Frank Focketyn, Evi Hanssen, Kristien Hemmerechts, Friedl' Lesage, Hans Otten, Patrick Riguelle, Mimi Smith, Sven Speybrouck, Dirk Sterckx, Annemie Struyf, Adriaan Van den Hoof, Siel Van der Donckt, Bea Van der Maat, William van Laeken, Rob Vanoudenhoven, Johny Vansevenant, Marcel Vanthilt en Frieda Van Wijck. |
| 3       | 2005     | Bert Kruismans                                                                           | Koen Fillet                                                                              | Greet Op de Beeck                                                                        | Ann Ceurvels, Gerty Christoffels, Hugo Coveliers, Pieter De Crem, Rick de Leeuw, Joke Devynck, Patrick De Witte, Chris Dusauchoit, Jan Eelen, Jos Geysels, Johan Heldenbergh, Martin Heylen, Guy Mortier, Axl Peleman, Gui Polspoel, Frank Raes, Sigrid Spruyt, Kristl Strubbe, Johan Terryn, Louis Tobback, Rik Torfs, Urbanus, Caroline Van den Berghe, Kurt Van Eeghem, Marc Van Eeghem, Ann Van Elsen en Kris Wauters. |
| 4       | 2006     | Wouter Deprez                                                                            | Bart Peeters                                                                             | David Davidse                                                                            | Bert Anciaux, Maaike Cafmeyer, Andrea Croonenberghs, Robbe De Hert, Guido Depraetere, Els Dottermans, Jonas Geirnaert, Walter Grootaers, Carl Huybrechts, Bieke Ilegems, Patrick Janssens, Kamagurka, Selahattin Koçak, Yves Leterme, Dimitri Leue, Jan Leyers, Filip Peeters, Roland, Noël Slangen, Anissa Temsamani, Roos Van Acker, Peter Van den Begin, Bruno Vanden Broecke, Annelies Van Herck, Vanessa Vanhove, Herman Van Rompuy en Jan Verheyen. |
| 5       | 2007     | Steven Van Herreweghe                                                                    | Marc Reynebeau                                                                           | Karl Vannieuwkerke                                                                       | Guido Belcanto, Lieve Blancquaert, Warre Borgmans, Bart Chabot, Conz, Marc Coucke, Mieke Debruyne, Saskia De Coster, Titus De Voogdt, Bart De Wever, Mia Doornaert, Mark Eyskens, Caroline Gennez, Rutger Beke, Marino Keulen, Gunter Lamoot, Heidi Lenaerts, Bob Peeters, Martine Tanghe, Jan Van den Berghe, Chris Van den Durpel, Roel Vanderstukken, Luckas Vander Taelen, Catherine Van Eylen, Monica Van Kerrebroeck, Jacques Vermeire en Sergio Quisquater. |
| 6       | 2008     | Annelies Rutten                                                                          | Hans Bourlon                                                                             | Eva Brems                                                                                | Annelies Beck, Alex Callier, Kathleen Cools, Phara de Aguirre, Freddy De Kerpel, Josse De Pauw, Jan De Smet, Wim De Vilder, Marc Didden, Piet Huysentruyt, Paul Jambers, Luc Janssen, Nicole Josy, Geert Lambert, Helmut Lotti (2), Eric Melaerts, Ronny Mosuse, Liesa Naert, Walter Pauli, Eddy Planckaert, Lieven Scheire, Daniël Termont, Jean Paul Van Bendegem, Saartje Vandendriessche, Dany Verstraeten, Willy Willy en Walter Zinzen. |
| 7       | 2009     | Freek Braeckman                                                                          | Bart De Wever (2)                                                                        | Lieven Verstraete                                                                        | Luc Appermont, Davy Brocatus, Fred Brouwers, Hendrik Cammu, Bart Cannaerts, Jelle De Beule, Christophe Deborsu, Jan Decorte, Herman De Croo, Olivier Deschacht, Sophie Dewaele, Philippe Geubels, Carry Goossens, Phaedra Hoste, Tom Lenaerts (2), Goedele Liekens, Sophie Matthys, Linde Merckpoel, Geena Lisa Peeters, Regi Penxten, Freddy Thielemans, Steven Vanackere, Cédric Van Branteghem, Johan Vande Lanotte, Thomas Vanderveken, Peter Van de Veire, Tom Van Dyck, Koen Wauters en Sarah Yu Zeebroek.                                                            |
| 8       | 2010     | Linda De Win                                                                             | Peter Vandermeersch (2)                                                                  | Bent Van Looy                                                                            | Luk Alloo, Chokri Ben Chikha, Maaike Cafmeyer (2), Karen Damen, Ann De Bie, Gilles De Bilde, Koen De Graeve, Sabine Hagedoren, Wim Helsen, Jean-Michel Javaux, Filip Joos, Els Pynoo, Bruno Tobback, Youp van 't Hek, Lien Van de Kelder, Matthijs van Nieuwkerk, Erika Van Tielen, Joost Vandecasteele, Hilde Van Mieghem, Marc Van Ranst, Marcel Vanthilt (2), Sigrid Vinks, Tom Waes, Raf Walschaerts en Bruno Wyndaele. |
| 9       | 2011     | De Allerslimste Mens ter Wereld: elke kandidaat neemt minimaal voor de tweede keer deel. | De Allerslimste Mens ter Wereld: elke kandidaat neemt minimaal voor de tweede keer deel. | De Allerslimste Mens ter Wereld: elke kandidaat neemt minimaal voor de tweede keer deel. | De Allerslimste Mens ter Wereld: elke kandidaat neemt minimaal voor de tweede keer deel. |
| 9       | 2011     | Bert Kruismans                                                                           | Stany Crets                                                                              | Eva Brems                                                                                | Hans Bourlon, Freek Braeckman, Ben Crabbé, David Davidse, Ann De Bie, Wouter Deprez, Yves Desmet, Ivan De Vadder, Bart De Wever, Linda De Win, Paul D'Hoore, Koen Fillet, Alain Grootaers, Martin Heylen, Goedele Liekens, Helmut Lotti, Bart Peeters, Marc Reynebeau, Annelies Rutten, Rik Torfs, Frank Vander linden, Steven Van Herreweghe, Bent Van Looy, Rob Vanoudenhoven, Jan Verheyen, Lieven Verstraete en Dany Verstraeten. |
| 10      | 2012     | Tomas Van Den Spiegel                                                                    | Magali Cobbaert (OV)                                                                     | Otto-Jan Ham                                                                             | Meyrem Almaci, Guga Baúl, Wouter Beke, Jean Blaute (2), Pascal Braeckman, Stefan Brijs, Bart Cannaerts (2), Guinevere Claeys, Paulien Cornelisse, Jelle De Beule (2), Ann De Craemer, Sven De Ridder, Arne De Tremerie (OV), Michiel Devlieger (2), David Galle, Sofie Lemaire, Jan Mulder, Jef Neve, Laurens Nuyens, Élodie Ouédraogo (V), Robin Pront (OV), Gertjan Rasschaert (OV), Henk Rijckaert, Ben Segers, Nadia Sminate, Peter Van Asbroeck, Sylvia Van Driessche, Ann Van Elsen (2), Jonas Van Geel, Sarah Vangeel en Frieda Van Wijck (2).                       |
| 11      | 2013     | Gilles De Coster                                                                         | Jelle Cleymans                                                                           | Prem Radhakishun                                                                         | Ruth Beeckmans, William Boeva, Charlotte Caluwaerts, Stijn Cole, Eva Daeleman, Jan De Cock, Marc Descheemaecker, Gili, Evy Gruyaert, Jeroom, Ingrid Lieten, Wim Lybaert, Jan Matthys, Michael Pas, Inge Paulussen, Lesley-Ann Poppe, Gwendolyn Rutten, Barbara Sarafian, Willy Sommers, Wesley Sonck, Lisa Smolders, Pieter Timmers, Wouter Torfs, Wouter Van Besien, Guy Van Sande, Johannes Verschaeve en Ben Weyts. |
| 12      | 2014     | Adil El Arbi                                                                             | Bart De Pauw (2)                                                                         | Gert Verhulst                                                                            | Dyab Abou Jahjah, Natali Broods, Lennert Coorevits, John Crombez, Mathias De Clercq, Rani De Coninck, Sven De Leijer, Luc De Vos (2), Slongs Dievanongs, Pedro Elias (V), Jan Hautekiet, Liesbeth Homans, Marc-Marie Huijbregts, Kirsten Lemaire, Cath Luyten, Julie Mahieu, Jeroen Meus, Ivan Pecnik, Marnix Peeters, Jan Peumans, Thomas Smith, Fatma Taspinar, Lucas Van den Eynde, Charlotte Vandermeersch, Guillaume Van der Stighelen, Sarah Vandeursen, Maarten Vangramberen, Wendy Van Wanten, Kristel Verbeke en Wim Willaert.                                     |
| 13      | 2015     | Tom Waes (2)                                                                             | Danira Boukhriss Terkessidis                                                             | Kobe Ilsen                                                                               | Jandino Asporaat, Jan Bakelants, Kim Clijsters, Tom Coninx, Stephanie Coorevits, Axelle Dauwens, Alexander De Croo, Zuhal Demir, Eline De Munck, Kobe Desramaults, Luc Haekens, Margriet Hermans, Piet Hoebeke, Kevin Janssens, Kamal Kharmach, Lukas Lelie, Sam Louwyck, Aaron Malinsky, Aster Nzeyimana, Sven Ornelis, Jan Paternoster, Kathy Pauwels, Ras, Siska Schoeters, Ann Tuts, Anemone Valcke, Karel Van Eetvelt, Umesh Vangaver, Stan Van Samang, Bart Verhaeghe en Lynn Wesenbeek.                                                                              |
| 14      | 2016     | Gilles Van Bouwel                                                                        | Eva De Roo                                                                               | Olga Leyers                                                                              | Meyrem Almaci (2), Dagny Ros Asmundsdottir, Thomas Buffel, Ihsane Chioua Lekhli, Andrea Croonenberghs (2), Axel Daeseleire (2), Leen Dendievel, Tomas De Soete, Jonas Geirnaert (2), Kim Gevaert, Eric Goens, Sam Gooris, Gordon, Raoul Hedebouw, Ozark Henry, Joris Hessels, Josje Huisman, Bieke Ilegems (2), Katrin Kerkhofs, Philippe Muyters, Tine Reymer, Louis Talpe, Bart Tommelein, Julie Van den Steen, Chris van der Linden, Jan Jaap van der Wal, Ruben Van Gucht, Bart Vanneste, Dirk Van Tichelt, Rik Verheye en Kris Wauters (2).                            |
| 15      | 2017     | Xavier Taveirne                                                                          | Goedele Wachters                                                                         | Dalilla Hermans                                                                          | Bill Barberis, Kristof Calvo, Thibault Christiaensen, Jean-Marie Dedecker (2), Jens Dendoncker, Dominique Deruddere (V), Sean Dhondt, Joke Emmers, Evi Hanssen (2), Herr Seele, Isolde Lasoen, Frances Lefebure, Katrin Lohmann, Xavier Malisse, Sammy Mahdi, Linde Merckpoel (2), Élodie Ouédraogo (2), Filip Peeters (2), Magaly Rodriguez Garcia, Barbara Sarafian (2), Björn Soenens, Bart Somers, Dina Tersago, Evi Van Acker, Chris van der Ende, Stijn Van de Voorde, Jef Van Echelpoel, Rob Vanoudenhoven (3), Bartel Van Riet, Lynn Van Royen en Heidi Van Tielen. |
| 16      | 2018     | Peter Van de Veire (2)                                                                   | Julie Colpaert                                                                           | Michèle Cuvelier                                                                         | Niels Albert, Jinnih Beels, Frank Boeckx, Hugo Borst, Saïd Boumazoughe, Luca Brecel, Hakim Chatar, Clara Cleymans, Rani De Coninck (2), Pieter De Crem (2), Pieter Delanoy, Layla El-Dekmak, Sven Gatz, Brigitte Kaandorp, Tourist LeMC, Wim Lybaert (2), Youri Mulder, Liesa Naert (2), Soe Nsuki, Omar Souidi, Guy T'Sjoen, Jelle Van Damme (V), Saartje Vandendriessche (2), Wouter Vandenhaute, Annelies Van Herck (2), Jeroen van Koningsbrugge, Dominique Van Malder, Boris Van Severen en Viktor Verhulst.                                                           |
| 17      | 2019     | Lieven Scheire (2)                                                                       | Thomas Huyghe                                                                            | Astrid Stockman                                                                          | Amelie Albrecht, Geike Arnaert, Zouzou Ben Chikha, Julie Cafmeyer, Evy De Boosere (V), Sven De Ridder (2), Christina De Witte, Flor Decleir, Erhan Demirci, Sebastien Dewaele, Natalia Druyts, Philippe Geubels (2), Laura Govaerts, André Hazes jr., Bart Hollanders, Sofie Lemaire (2), Jeroen Meus (2), Oliver Naesen, Tinne Oltmans, Bart Raes, Jörgen Raymann, Bart Schols, Mathieu Terryn, Ian Thomas (V), Jaak Van Assche, Frank Vander Linden (3), Lotte Vanwezemael, Lauren Versnick, Alex Vizorek, Jelle Vossen en Ann Wauters.                                   |
| 18      | 2020     | Catherine Van Eylen (2)                                                                  | Ella Leyers                                                                              | Delphine Lecompte                                                                        | Serine Ayari, Bie Baert, Riadh Bahri, Alina Churikova, Ben Crabbé (3), Umi Defoort, Bockie De Repper (V), Peter De Graef, Els de Schepper, Pedro Elias (2), Nora Gharib, Jennifer Heylen, Chibi Ichigo, Jan Kooijman, Frank Lammers, Patrick Lefevere, Kim Meylemans, Senne Misplon, DVTCH NORRIS, Conner Rousseau, Wesley Sonck (2), Fatma Taspinar (2), Gene Thomas, Tess Uytterhoeven (V), Hans Vanaken, Liesbeth Van Impe, Kim Van Oncen, Celine Van Ouytsel, Marie Verhulst, Miguel Wiels en Noémie Wolfs.                                                             |
| 19      | 2021     | Geert Meyfroidt                                                                          | Merol                                                                                    | Arjen Lubach                                                                             | Acid, Alexander Hendrickx, Anne-Laure Vandeputte, Anthony Nti, Cesar Casier, Daphne Wellens, Dena Vahdani, Dorianne Aussems, Dorian Liveyns, Egbert Lachaert, Esther Nwanu, Flo Windey, Glints (V), Gloria Monserez, Heidi De Pauw, Jan Verheyen (3), Jaouad Alloul, Jean-Marc Mwema, Jeroen Perceval, Joachim Coens, Klaasje Meijer, Laura Tesoro, Lisbeth Imbo, Marcelo Ballardin, Niels Destadsbader, Sandra Bekkari, Sarah Mouhamou, Steven Van Gucht, Tine Embrechts, Tom Vermeir en Wiam.                                                                             |
| 20      | 2022     | De Allerslimste Mens ter Wereld: elke kandidaat neemt minimaal voor de tweede keer deel. | De Allerslimste Mens ter Wereld: elke kandidaat neemt minimaal voor de tweede keer deel. | De Allerslimste Mens ter Wereld: elke kandidaat neemt minimaal voor de tweede keer deel. | De Allerslimste Mens ter Wereld: elke kandidaat neemt minimaal voor de tweede keer deel. |
| 20      | 2022     | Danira Boukhriss Terkessidis                                                             | Bart Cannaerts                                                                           | Liesbeth Van Impe                                                                        | Astrid Stockman, Boris Van Severen, Dalilla Hermans, Delphine Lecompte, Ella Leyers, Eva De Roo, Geert Meyfroidt, Gert Verhulst, Gilles De Coster, Gilles Van Bouwel, Jelle Cleymans, Jeroom, Joke Emmers, Jonas Geirnaert, Julie Colpaert, Kobe Ilsen, Lieven Scheire, Lisa Smolders, Lotte Vanwezemael, Merol, Michèle Cuvelier, Olga Leyers, Otto-Jan Ham, Prem Radhakishun, Peter Van de Veire, Rani De Coninck, Riadh Bahri, Thomas Huyghe, Tine Embrechts, Tom Waes en Xavier Taveirne.                                                                               |
| 21      | 2023     | Guga Baúl (2)                                                                            | Jacotte Brokken                                                                          | Charlotte Adigéry                                                                        | Ahlaam Teghadouini, Aimé Claeys, Alex Agnew, An Janssens, Annelien Coorevits, Annelies Verlinden, Average Rob, Bart Peeters (3), Charlie Dewulf, Charlotte De Bruyne, Comfort Achuo, Dominique Van Malder (2), Elisabeth Lucie Baeten, Fien Germijns, Gert Verheyen, Gustaph, Jade Mintjens, Jeroen Leenders, Joost Klein, K1D, Kelly Claessens, Laura De Geest, Manu Van Acker, Maureen Vanherberghen, Nathalie Meskens, Petra De Sutter, Robin Pront (2), Soundos El Ahmadi, Spinvis, Toby Alderweireld en Vincent Voeten.                                                |
| 22      | 2024     | Aster Nzeyimana (2)                                                                      | Daphne Agten                                                                             | Timon Verbeeck                                                                           | Anastasya Chernook, Barbara Sarafian (3), Bart Appeltans, Bo Van Spilbeeck, Daan Alferink, Dimitri Verhulst, Emma Bale, Eva De Bleeker, Geert Van Rampelberg, Hanne Verbruggen, Hannelore Knuts, Hetty Helsmoortel, Jonatan Medart, Kenza Ameloot, Jonatan Medart, Melissa Depraetere, Milow, Mohsin Abbas, Nele Somers, Pascale Platel, Patrick Van Looy, Raven van Dorst, Roosje Pertz, Sali Haidara, Simon Mignolet, Tess Elst, Thibaud Dooms, Tom Eerebout, Victor Schelstraete, William Boeva (2), Xander De Rycke en Zohra Aït-Fath.                                  |
| 23      | 2025     |                                                                                          |                                                                                          |                                                                                          | Annelies Schetters, Arno The Kid, Charlotte Sieben, Gover Meit, Ruben Van Gucht (2), Yannick Noben. |

(2) De kandidaat neemt voor de tweede keer deel.
(3) De kandidaat neemt voor de derde keer deel.
(V) De kandidaat werd niet officieel aangekondigd maar nam uiteindelijk deel als vervanger voor iemand anders.
(OV) In het tiende seizoen (een jubileum en het eerste seizoen op VIER) mochten vier onbekende Vlamingen deelnemen.